# جائزة ديكسون
جائزة ديكسون في الطب (بالإنجليزية: Dickson Prize in Medicine)‏ وجائزة ديكسون في العلوم (بالإنجليزية: Dickson Prize in Science)‏ هما جائزتان علميتان تُمنحان للأطباء والعلماء الأمريكيين حصرًا أي علماء الولايات المتحدة الاميركية. أسسهما جوزيف ديكسون وآغنس فيشر ديكسون سنة 1969. تُمنح الأولى بواسطة جامعة بيتسبرغ، وتُمنح الثانية بواسطة جامعة كارنيغي ميلون.